# Gambuzja kropkowana
Gambuzja kropkowana (Gambusia holbrooki) – gatunek słodkowodnej ryby, blisko spokrewnionej z gambuzją pospolitą (Gambusia affinis). Należy do rodziny piękniczkowatych w rzędzie karpieńcokształtnych. Gambuzja kropkowana występuje naturalnie na wschodzie i południu Stanów Zjednoczonych, od Florydy po Delaware i w głąb lądu po Alabamę oraz Tennessee, jest mniej rozpowszechniona od gambuzji pospolitej.

## Opis
Gambuzja kropkowana jest rybą niewielkich rozmiarów, o jasnym kolorze i na wpół przezroczystych płetwach. Samice zazwyczaj mają czarne pasy w okolicach oczu, natomiast u obu płci można dostrzec jasne kropki na płetwie ogonowej i grzbietowej. Z powodu podobnego rozmiaru, kształtu i zwyczajów rozrodczych może być łatwo pomylona z gupikiem. Samce osiągają 3,8 cm długości, natomiast samice do 6,4 cm. Gambusia holbrooki jest gatunkiem żyworodnym, w związku z czym samice są większe i bardziej zaokrąglone od samców. Ciężarne samice mogą być łatwo rozpoznane po tzw. „plamach ciążowych”; ciemniejszej strefie na brzuchu w miejscu gdzie gromadzony jest narybek.

### Podobne gatunki
W strefie naturalnego występowania gambuzja kropkowana może być pomylona z gambuzją pospolitą (Gambusia affini) i molinezją szerokopłetwą (Poecillia latipinna).
We wschodniej Australii, samice i młode lokalnego Pseudomugil signifer są podobne do gambuzji kropkowanej, jednakże ich płetwy są rozwidlone.

## Taksonomia i nazewnictwo
Gatunek został po raz pierwszy opisany w 1859 roku przez francuskiego przyrodnika Charles’a Frédéric’a Girarda. Nazwa rodzajowa Gambusia pochodzi od kubańskiego terminu, „Gambusino”, który oznacza „nic”. Potoczna nazwa gatunku brzmi gambuzja kropkowana.

## Dieta
Gambusia hoblrooki uważana jest za gatunek planktonożerny żywiący się glonami i detrytusem. Zwyczaje żywieniowe zmieniają się w zależności od dojrzałości osobnika i okresu rozrodczego. W razie potrzeby (w przypadku wzrostu konkurencji) gambuzja może zmienić dietę na bogatą w zooplankton, drobne bezkręgowce i larwy. Głównym źródłem wspomnianej konkurencji są inni przedstawiciele gatunku lub inne gatunki planktonożerne. Samce i młode wykazują skłonność do specjalizacji pokarmowej objawiającej się polowaniem na tylko jeden ofiar, podczas gdy samice zazwyczaj zachowują różnorodność, polując na rozmaite ofiary. Spożycie detrytusu nie zmienia się w zależności od płci osobnika.

## Środowisko życia i występowanie
Gambuzja kropkowana występuje natywnie w południowo-wschodnich Stanach Zjednoczonych, jednakże została introdukowana w wielu miejscach na świecie i stała się gatunkiem inwazyjnym w Australii i Europie.
Gambusia holbrooki występuje w płytkich zbiornikach wody stojącej lub wolno płynącej, zazwyczaj w formie zarośniętych stawów, jezior i mokradeł. Preferuje zbiorniki bogate w ukorzenioną roślinność, wśród której znajduje schronienie. Optymalna temperatura życia zawiera się w granicach 31 °C do 35 °C, lecz gambuzja jest w stanie przystosować się do temperatury zarówno wyższej, jak i niższej. Dodatkowo Gambusia holbrooki wykazuje wysoką tolerancję na zmiany pH środowiska i zawartość związków chemicznych, które działają zabójczo na inne gatunki ryb. Nie wykazano spadku populacji gambuzji wywołanego przez działania człowieka, a wręcz przeciwnie, zasięg występowania tej ryby znacząco wzrósł w wyniku poczynań człowieka. Gambuzja kropkowana nigdy nie była na liście gatunków zagrożonych, głównie ze względu na wysoką tolerancję i zdolność przetrwania w rozmaitych warunkach.

## Cykl życiowy

### Rozmnażanie
Wykazano wpływ temperatury na zmianę czasu dojrzewania i osiągania maksymalnego rozmiaru ciała u Gambusia holbrooki. Okres rozrodczy tych żyworodnych ryb trwa od połowy wiosny do połowy jesieni, ze szczytowym momentem w okresie letnim. Samice mogą mieć do dziewięciu miotów w jednym okresie rozrodczym, przy czym średni rozmiar jednego miotu waha się w granicach od 5 do 100 młodych. Tak duża zmienność wielkości miotu zależy od wielu zmiennych, między innymi temperatury, wieku i dostępnych składników odżywczych. Wyższa temperatura zwiększa płodność gambuzji kropkowanej. U tego gatunku ciąża trwa od 22 do 25 dni. Stres wywołany obecnością drapieżników wpływa negatywnie na rozród, gdyż zwiększa liczbę poronień.

#### Agresja seksualna
Według Pilastr et al. samce gambuzji kropkowanej potrafią być wyjątkowo agresywne seksualnie. Może to spowodować spadek zdolności zdobywania pożywienia samic o ponad połowę, wobec czego samice zmuszone są do formowania ławic dla obrony przed agresywnymi zachowaniami samców.

### Wzrost
Okres młodości osobników gambuzji kropkowanej może trwać od 18 dni do 8 tygodni. I znów, wpływ na to ma temperatura środowiska, niższe temperatury zwalniają proces dojrzewania, a wyższe temperatury go przyspieszają. Gambuzja kropkowana może wydać na świat kilka generacji w ciągu jednego okresu rozrodczego dzięki szybkiemu tempu wzrostu. Życie osobnika może trwać od roku do dwóch lat i zależy od czynników stresowych występujących w środowisku. Wybór partnera dokonuje się na podstawie rozmiaru samca, samice wybierają większe, bardziej agresywne samce. O wyborze miejsca rozrodu decyduje ilość kryjówek dostępnych dla młodych. Głównym czynnikiem modyfikowalnym przez człowieka, mającym znaczny wpływ na wzrost i cykl życiowy gambuzji jest temperatura wody.

## Ekologia

### Gatunek inwazyjny
Gambuzja kropkowana jest gatunkiem inwazyjnym w Australii. Pojawiła się tam w latach 20. XX wieku, kiedy została introdukowana w Nowej Południowej Walii w celu kontroli populacji komarów, jednakże nie przyczyniła się do korzystnych zmian bardziej niż natywne gatunki australijskie. Ponadto introdukowana gambuzja czyniła szkody wobec gatunków posiadających wodne stadium larwalne w cyklu rozwojowym, a ich agresywne zachowania powodują, że stały się poważnym zagrożeniem dla australijskiej fauny wodnej, w tym dla rodziny tęczankowatych oraz co najmniej jednego gatunku żaby. Kilka populacji tęczankowatych przestało istnieć w wyniku presji ze strony gambuzji kropkowanej. Sytuację pogarsza fakt, że Gambusia holbrooki ma zdolność przetrwania w warunkach środowiskowych zabójczych dla innych gatunków ryb.
W Australii podjęto działania mające na celu ochronę gatunków natywnych przed gambuzją kropkowaną. Jednym z takich przedsięwzięć była próba wyniszczenia populacji gatunku inwazyjnego przez wprowadzenie do środowiska związku chemicznego zabijającego larwy komarów. Okazało się, że ma on silny wpływ na G. holbrooki, jednakże szybko przystosowała się ona do jego obecności, natomiast zwiększenie dawki nie wchodziło w grę ze względu na szkodliwość dla gatunków natywnych. Inna podjęta próba opierała się na elektryzowania zbiorników „zainfekowanych” przez gambuzję. Okazało się, że straty w gatunkach natywnych oraz koszty przedsięwzięcia przerosły znacząco korzyści i w efekcie projekt został zarzucony. Głównym powodem niepowodzenia był fakt wybierania przez gambuzję płytkich stref na środowisko życia, a strefy te przy elektryzowaniu zbiornika otrzymują najmniejszą dawkę ładunku, niewystarczającą do wyeliminowania G.holbrooki. Późniejsze testy wykazały również wysoką odporność gambuzji kropkowanej na szok elektryczny, jednakże mechanizm tej odporności nie został jeszcze poznany.

### Drapieżniki
Przeprowadzono niewiele badań mających na celu określenie drapieżników żywiących się gambuzją, prawdopodobnie ze względu na fakt, że sama jest agresywnym drapieżnikiem w obszarach, w których została introdukowana, a w których wywołuje odgórny efekt troficzny poprzez zjadanie larw i młodych niektórych szczytowych drapieżników. Obecność bassa wielkogębowego (Micropterus salmoides) będącego naturalnym drapieżnikiem gambuzji kropkowanej ma negatywny wpływ na jej rozród.